# Lina Nilsson
Lina Nilsson (* 17. Juni 1987 in Ystad) ist eine schwedische Fußballspielerin. Die Defensivspielerin, die sowohl als Mittelfeld- als auch Abwehrspielerin eingesetzt wird, debütierte 2009 in der schwedischen Nationalmannschaft.

## Karriere
Nilsson begann mit dem Fußballspielen beim vor allem für seine Handballabteilung bekannten IFK Ystad, ehe sie sich der Jugendabteilung des Sjöbo IF anschloss. Dort wurde sie von den Verantwortlichen des Svenska Fotbollförbundet entdeckt und zu den Jugendnationalmannschaften des Verbandes eingeladen. Diese durchlief sie und nahm mit der U-19-Auswahl an der Europameisterschaft 2006 teil, bei der die Auswahl in der Gruppenphase ausschied.
2006 wechselte Nilsson zur Frauenmannschaft von Malmö FF. Dort debütierte sie im Laufe der Spielzeit 2006 in der Damallsvenskan und spielte sich zudem in die schwedische U-23-Auswahl. In beiden Mannschaften etablierte sie sich im Defensivbereich. An der Seite der Nationalspielerinnen Nilla Fischer, Linda Forsberg und Therese Sjögran reifte sie beim mittlerweile selbständigen und in LdB FC umgetauften Klub selbst zur Nationalspielerin und wurde im Sommer 2009 von Thomas Dennerby erstmals in die Auswahl berufen. Ihr Länderspieldebüt hatte sie am 19. Juli des Jahres beim 2:0-Erfolg über China, als sie in der 55. Spielminute für Anna Paulson eingewechselt wurde.
Mit der Nationalmannschaft nahm sie an der EM-Endrunde 2009 teil und wurde für die WM 2011  nominiert. Im Viertelfinale gegen die Australierinnen wurde sie in der 90. Minute zu ihrem ersten WM-Einsatz eingewechselt. Mit dem 3:1-Sieg wurde sowohl das Halbfinale gegen Japan erreicht, als auch die Qualifikation für die Olympischen Spiele in London. Am 16. Juli 2011 gewann sie mit der Mannschaft das Spiel um Platz 3 beim 2:1-Sieg über Frankreich.
2012 kam sie zwar nur in vier der ersten zehn Länderspielen zum Einsatz, sie stand aber dennoch im schwedischen Kader für die Olympischen Spiele 2012. Dort kam sie in drei von vier Spielen zum Einsatz. Insgesamt kam sie 2012 in neun Spielen zum Einsatz.
Sie gehörte zum Kader für die EM 2013, kam aber nur in zwei Spielen zum Einsatz.
Im Mai 2015 wurde sie für die WM 2015 nominiert. Sie wurde in den vier Spielen eingesetzt, schied aber mit ihrer Mannschaft im Achtelfinale gegen Deutschland aus.

## Erfolge
- Dritte der Weltmeisterschaft 2011
- Schwedischer Meister 2010, 2011, 2013 und 2014